# Offignies
Offignies là một xã ở tỉnh Somme, vùng Hauts-de-France, Pháp.

## Địa lý
Thị trấn này tọa lạc trên đường D92, khoảng 22 dặm Anh về phía tây nam của Amiens.

## Dân số
| 1962                                                         | 1968 | 1975 | 1982 | 1990 | 1999 |
| ------------------------------------------------------------ | ---- | ---- | ---- | ---- | ---- |
| 92                                                           | 97   | 95   | 75   | 81   | 70   |
| Số liệu điều tra dân số từ năm 1962, dân số không tính trùng |      |      |      |      |      |